# Нишвил џез музеј
Нишвил џез музеј (енгл. Nisville Jazz Museum) је прва невладина институција културе (у оснивању), те врсте у Србији, која је свечано отворена у Нишкој тврђави у простору старог турског Хамама, 3. августа 2018. године, у време одржавања традиционалног 35. по реду Нишвил џез фестивала („Нишвил 2018.”).

## Положај
Музеј се налази у југозападном делу Нишке тврђаве уз главну пешачку стазу, лево од Стамбол капије, главног улаза у ову древну фортификацију, и Београдске капије, у простор некада турског Хамама.
Музеј је окружен бројним културним садржајима и археолошким ископинама који у континуитету од око два миленијума говоре постојању древне тврђаве на овом простору, и угоститељским објектима, као туристичким садржајима савременог доба, на простору античких терми, десно од Музеја.
У непосредном суседству је централно језгро града, са којим је Музеј комуникацијски повезен мостом преко Нишаве. На педесетак метара североисточно од њега су две уметничке галерије (Павиљон у Нишкој тврђави и Салон 77) и летња позорница на којој се традиционално одржавају бројне културне манифестације укључујући и Нишвил џез фестивал.

## Предуслови за оснивање музеја
У току 2018. године, група ентузијаста окупљених око организационог одбора Нишвила започеле су припреме за грађевинско уређивање простора и куповину експоната за музеј, који треба да чине артефакти најзначајнијих учеснике претходних издања Нишвил фестивала:
- Benny Golson (1929) — амерички џез музичар, тенор саксофониста, композитор и аранжер.
- Џос Стоун (1987) — Joscelyn Eve Stoker енглеска певачица, чији репертоар највише обухвата соул, али и ритам и блуз музику. Каријеру је започела 2001. године, са 14 година, а прославила се 2003. својим дебитантским албумом “The Soul Sessions ”. Стоунова поседује изузетно раскошан глас, те се данас често помиње у контексту наследнице Арете Френклин. Учествовала је на међународном фестивалу Нишвил, у августу 2016. године, што је уједно била њена прва посета Србији.
- Канди Дулфер (1969) — холандска џез саксофонисткиња и кантауторка, која је са једанаест година наступала у очевом оркестру. Ширу популарност стиче кроз сарадњу са рок музичарем Принсом. Крајем 1989, пред одлазак у САД, са Дејвом Стјуартом из Јуритмикса снимила је композицију „Lily was here” која постаје једна од најпопуларнијих инструменталних композиција крајем осамдесетих година 20. века. Потом је сарађивала са Ваном Морисоном, гостујући на његовом концертном албуму Live in San Francisco, а 1990. свирала је са групом Пинк Флојд на фестивалу Knebworth пред 130.000 посетилаца. Неколико пута је наступала на фестивалу Нишвил, а од 2017. је почасни грађанин града Ниша. Надимак јој је „фанки слаткиш”.[3]
- Соломон Бурке (1940 — 2010) — покојни амерички соул певач и текстописац, који је почео као водитељ радио-емисије посвећене соулу, да би потписао уговор са Атлантик рекордсом и тако започео самосталну каријеру. Током 60-их година 20. века објавио је неколико запажених синглова, од којих је најпознатији био "Everybody Needs Somebody to Love", који су касније обрадили многи други музичари. Главни жанрови у којима се опробао су били блуз, ритам и блуз и соул, чиме је стекао титуле Краља рока и соула те Епископа соула. Неки га називају и Мухамедом Алијем соула.
- Шабан Бајрамовић (1936 — 2008) — певач ромске и српске музике, познат као „Краљ ромске музике“. Снимио је 20 албума и око педесет синглова, а написао је и компоновао више од седамсто песама. Његови љубитељи га описују као изванредног певача врхунског квалитета, „певача из срца и душе“. О квалитету његових песама донекле говори и чињеница да је његово извођење песме „Ђелем, ђелем“ изабрано за химну свих Рома света. И поред тешке болести, наступао је на Међународном џез фестивалу-Нишвил у Нишу 2005. године. Магазин Тајм га је прогласио за једног од десет највећих блуз певача на свету.
- Душко Гојковић (1931-2023) — српски џез трубач, композитор, аранжер и вођа бенда. Он је музеју поклонио своју одору коју је носио на проглашењу доктората.
- Sun Ra Arkestra

Посебан простор у музеју, намењен је за две независне тематске целине намењене — америчком краљу џеза Соломону Буркеу и балканском и нишком краљу музике и једном од десет највећих блуз певача на свету Шабану Бајрамовићу, у којој ће посебно место имати реплика Шабановог споменика који се налази на Нишавском кеју - рад академског вајара Владана Ашанина.
У музеју ће свакако своје место наћи и збирка Телевизије Нишвила, која поседује видео записе из претходних двадесет издања Фестивала, а такође има снимке свих интервјуа, конференција за штампу и многих ексклузивних неснимљених снимака најважнији џез музичара света.
Фестивал одбор је упутио позива љубитељима џеза да помогну у формирању ове јединствене културне институције, кроз финансијски допринос или донацијом интересантних експоната из личних архива. Многи музичари су већ послали своје аудио записе, а Лари Вучковић (еминентни пијаниста који потиче са ових простора - а живи и ради више од пола века у Америци) написао је посвету музеју на његовим антологијским издањима ЛП-а објављеним у Америци. Сарадњу и помоћ око оснивања музеја обећао је и чувен Амерички џез музеј из легендарне постојбине џеза - Њу Орлеанса.

## Значај оснивања музеја
Музеј се оснива као посебан културни садржај града Ниша и облик промоције историје џеза, и Нишвил џез фестивала као јавне градске манифестације Ниша, коју је Министарство културе Републике Србије прогласило манифестацијом од националног значаја, и која је за своје активности добила бројне награде као културни догађај, која свакако заслужују да нађу своје место у Музеју:
- Статус „Најбољи из Србије" за 2011. годину, по избору Министарства трговине и услуга, Привредна комора Србије и магазин "Привредни преглед"
- Награде „Пројекат будућности" у акцији Клуба привредних новинара Србије за 2010. и Центра за мала и средња предузећа.
- Туристички цвет за 2015. као најбољи туристички догађај у промоцији туризма.

## Галерија
- Део поставке 2023.године
- Радио и касетни Џубокс "Тхомас"
- ЦД Џубокс "НСМ ЦД 100"
- ТВ сет "Блаупункт" са : црно белим телевизором, радио пријемником и грамофоном.
- Један од постера
- Експонати на старим вратима
- Гитаре и постери
- "Веспа" као реклама за један  од "Нишвила"
- Транзисторски радио апарат "Минерва"
- Стари грамофон на навијање фирме "ХМВ"

## Радно време
Радно време Нишвил џез музеја је: сваког дана од 10 до 20 часова.
Улаз у музеј је 100 динара.